# Bela Palanka
Bela Palanka (Servisch: Бела Паланка) is een gemeente in het Servische district Pirot.
Bela Palanka telt 14.381 inwoners (2002). De oppervlakte bedraagt 517 km², de bevolkingsdichtheid is 27,8 inwoners per km².